# 埃瑟 (北卡羅萊納州)
埃瑟（英語：Ether）是位於美國北卡羅萊納州蒙哥馬利縣的非建制地區。

## 歷史
埃瑟的郵局自1888年營運至今。

## 地理
埃瑟所處的海拔為高於海平面191米（即627英呎），而該地所採用的時區為UTC-5，即北美东部时区（EST）。同時該地設有夏令時間，為UTC-5調快一小時，即UTC-4（EDT）。